# Domingos Bezerra Felpa de Barbuda
Domingos Bezerra Felpa de Barbuda (Viana do Castelo, 1526 − Pernambuco, 1607) foi um político, colonizador e proprietário rural do Brasil Colonial. É mais conhecido por ser o ancestral de várias famílias pernambucanas e cearenses.
Nos Anais da Biblioteca Nacional, Antônio José Vitorino Borges da Fonseca descreve que a Família Bezerra Felpa de Barbuda veio ao Brasil junto com o primeiro donatário Duarte Coelho. Original da região da Galiza, a família Bezerra deixou descendentes na região norte de Portugal, dentre os quais Antônio Bezerra Felpa, pai de Domingos e natural de Ponte de Lima.
Quando Duarte Coelho veio ao nordeste brasileiro, em 1535, Antônio Bezerra também veio acompanhado de sua esposa Maria Araújo e de seu filho, Domingos, para investir na cultura agropecuarista.
Em 1567, casou-se com Brásia Monteiro Bezerra, filha de Pantaleão Monteiro, que foi o primeiro Senhor do Engenho Monteiro (ou Engenho de São Pantaleão da Várzea do Capibaribe), onde atualmente se localiza o bairro Monteiro em Recife. Em 1577, parte das terras de seu engenho foi desmembrada para a construção do Engenho de Apipucos.
Embora tenha negado por duas vezes, era cristão-novo, pois seu pai, Antonio Bezerra, era conhecido como o "Velho Judeu" e foi investigado pelo Santo Ofício. Sua mãe, Maria de Araújo era também filha de Pantaleão Monteiro, primeiro Senhor do Engenho Monteiro, que segundo Marcos Antônio Filgueira e Ralph Boxer, era "judeu marrano". Casou-se com Brásia Monteiro, sua tia, irmã de sua mãe, também filha de Pantaleão, com quem obteve ao menos dez filhos.
Em 1582, além de dono de engenho, Domingos Bezerra aparece como vereador de Olinda.
Faleceu um ano após a morte de sua esposa, no dia 18 de outubro de 1607, sendo enterrado na Igreja da Sé de Olinda.
Seu filho Francisco Monteiro também tornou-se vereador de Olinda e foi Capitão na Guerra contra os holandeses, ocasião em que o Engenho foi parcialmente destruído.